# Cleptonotus subarmatus
Cleptonotus subarmatus là một loài bọ cánh cứng trong họ Cerambycidae.